# Битва при Эльмине (1625)
Битва при Эльми́не — неудачная попытка голландцев захватить португальскую крепость Эльмина на Золотом Берегу в 1625 году в рамках голландско-португальской войны.
Прибывшим на 15 кораблях 1200 голландским солдатам противостоял португальский гарнизон, поддержанный 200 африканцами, поддержавшими губернатора Соттомайора. Голландцы начали сражение с бомбардировки крепости, а затем высадились на берег. Однако на пути к замку они попали в засаду португальцев и африканцев и были почти полностью уничтожены. Среди погибших были командир Ян Диркс Лам главный и все его адъютанты. Португальцы понесли очень небольшие потери и при этом захватили 15 знамён, 15 барабанов и более 1000 мушкетов, пик и пистолетов.
Голландские корабли выпустили по крепости более 2000 ядер, но в конце концов отступили.